# Pentalagus furnessi
El conejo de Amami, de Ryukyu o de orejas cortas (Pentalagus furnessi) es una especie de mamífero lagomorfo de la familia Leporidae. Es una especie aislada de conejo, el único miembro del género monotípico Pentalagus. Antiguo habitante de todo el continente asiático, en la actualidad ha sido reducido a dos pequeñas islas del archipiélago Ryukyu, al sur de Japón, llamadas Amami Oshima y Tokunoshima. Se le considera un fósil viviente, ya que es uno de los lagomorfos más primitivos.
La aparición de este género data de mediados del Mioceno, y sus características actuales son bastante parecidas a los fósiles encontrados de aquella época. Conserva rasgos muy primitivos, como las pequeñas ampollas, órbitas también pequeñas, paladar óseo largo, aperturas del paladar anterior estrechas y surcos simétricos en el tercer premolar inferior. También resulta interesante la extensión transversa de las vértebras lumbares. Posee largas, finas y curvadas garras. La especie es considerada un descendiente de Pilopentalagus, un género del Plioceno en China y Europa Este a Central.

Mide de 40 a 50 cm de largo, con una cola de una longitud media de 15 mm. Las orejas no llegan a los 50 mm, siendo pequeñas para ser un conejo. Su peso oscila entre los 2 y 3 kg. Su pelo es uniforme y densamente poblado, de color marrón oscuro en el dorso, más rojizo por los costados y algo más claro por el vientre.
Es un animal de hábitos nocturnos y como la mayoría de los conejos, acostumbra a construir madrigueras. 
La época de reproducción se da a finales de año, en noviembre o diciembre. Las hembras cavan túneles de 1 metro de diámetro, donde nacerán de 2 a 3 crías por camada, pudiendo haber hasta dos camadas al año. Las crías nacen ciegas y sin pelo y no emergerán hasta abril o mayo.